# فرماندهی انتظامی استان خراسان رضوی
فرماندهی انتظامی خراسان رضوی یک قرارگاه ستادی و عملیاتی است که مسئولیت کنترل و فرماندهی کلیه واحدهای فرماندهی انتظامی در استان خراسان رضوی را عهده‌دار می‌باشد.
از سال ۱۳۸۳ با تقسیم استان خراسان به سه استان خراسان رضوی، شمالی و جنوبی، این فرماندهی نیز به استان خراسان رضوی محدود شد. در مهر ماه ۱۳۹۷ فرمانده انتظامی این استان سرتیپ دوم قادر کریمی در تغییری ناگهانی که شائبه‌هایی در خصوص فساد مالی ۱۸ میلیارد تومانی به همراه داشت پس از گذشت ۱۳ ماه از تصدی پست برکنار گردید. در حال حاضر سرتیپ پاسدار محمدکاظم تقوی فرماندهی انتظامی خراسان رضوی را برعهده دارد.

## فهرست فرماندهان
| ر. | نگاره             | فرمانده                              | آغاز تصدی     | پایان تصدی    | طول دوران             | منبع  |
| -- | ----------------- | ------------------------------------ | ------------- | ------------- | --------------------- | ----- |
| ۱  | اسکندر مؤمنی      | سرتیپ دوم اسکندر مؤمنی (زادهٔ ۱۳۴۱)   | ۱۳۸۰          | ۱۳۸۲          | ۲سال                  | -     |
| ۲  | احمدرضا رادان     | سرتیپ دوم احمدرضا رادان (زادهٔ ۱۳۴۲)  | ۱۳۸۲          | ۵ آذر ۱۳۸۵    | ۳سال                  | [ ۳ ] |
| ۳  | حمید فهیمی‌راد     | سرتیپ دوم حمید فهیمی‌راد              | ۵ آذر ۱۳۸۵    | ۲۵ خرداد ۱۳۹۰ | ۴ سال، ۶ ماه و ۲۰ روز | [ ۴ ] |
| ۴  | بهمن امیری‌مقدم    | سرتیپ دوم بهمن امیری‌مقدم (زادهٔ ۱۳۴۱) | ۲۵ خرداد ۱۳۹۰ | ۲۳ مرداد ۱۳۹۶ | ۶ سال، ۱ ماه و ۱۰ روز | [ ۵ ] |
| ۵  | قادر کریمی        | سرتیپ دوم قادر کریمی (زادهٔ ۱۳۴۲)     | ۲۳ مرداد ۱۳۹۶ | ۱۰ مهر ۱۳۹۷   | ۱ سال، ۲ ماه و ۷ روز  | [ ۶ ] |
| ۶  | ابراهیم قربان‌زاده | سرتیپ دوم ابراهیم قربان‌زاده سرپرست   | ۱۰ مهر ۱۳۹۷   | ۹ آبان ۱۳۹۷   | ۲۹ روز                | [ ۷ ] |
| ۷  | محمدکاظم تقوی     | سرتیپ محمدکاظم تقوی (زادهٔ ۱۳۴۶)      | ۹ آبان ۱۳۹۷   | در حال تصدی   | ۶ سال، ۷ ماه و ۱۳ روز | [ ۸ ] |